# Spooky Tooth

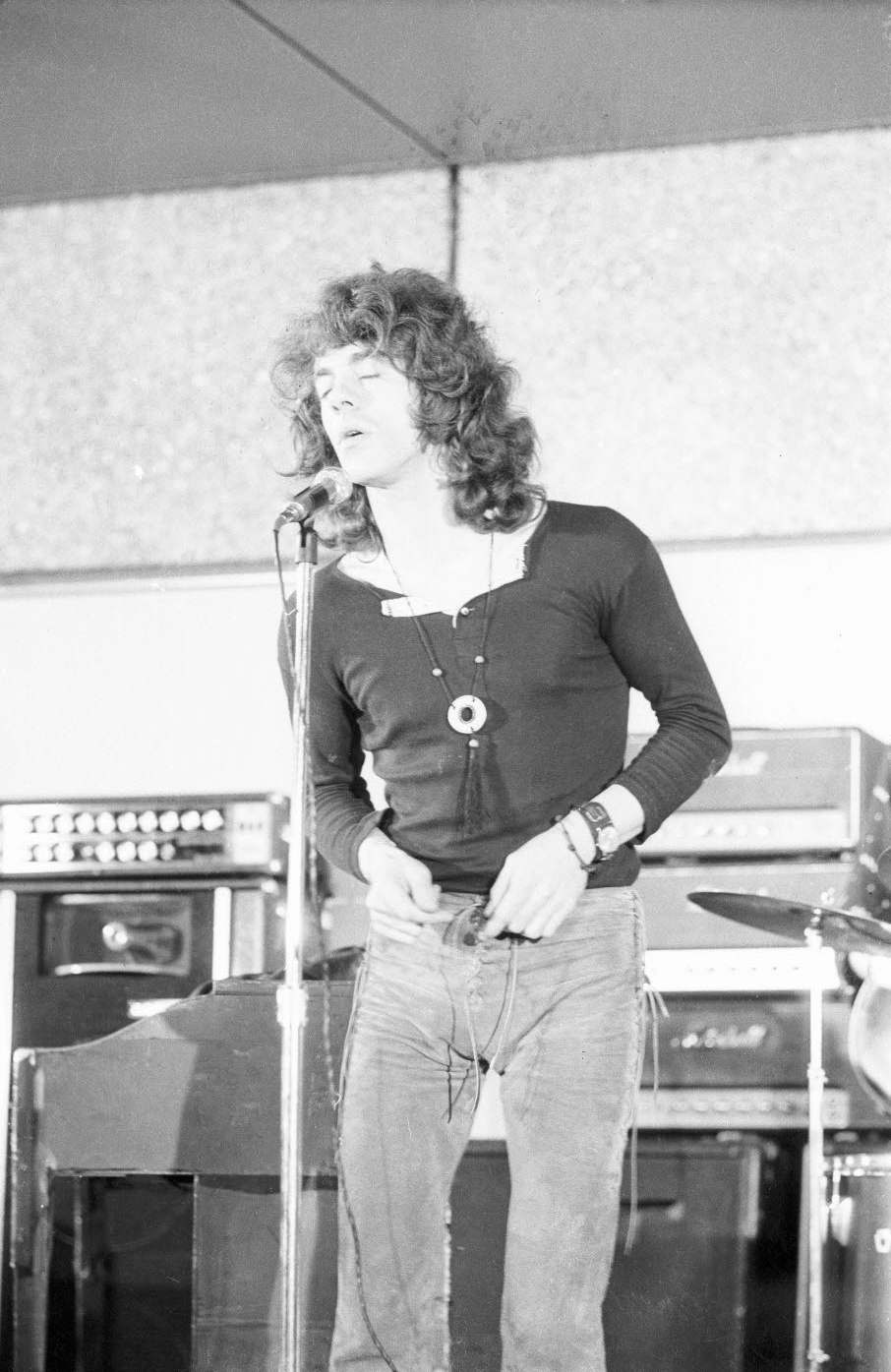
Mike Harrison, 1969

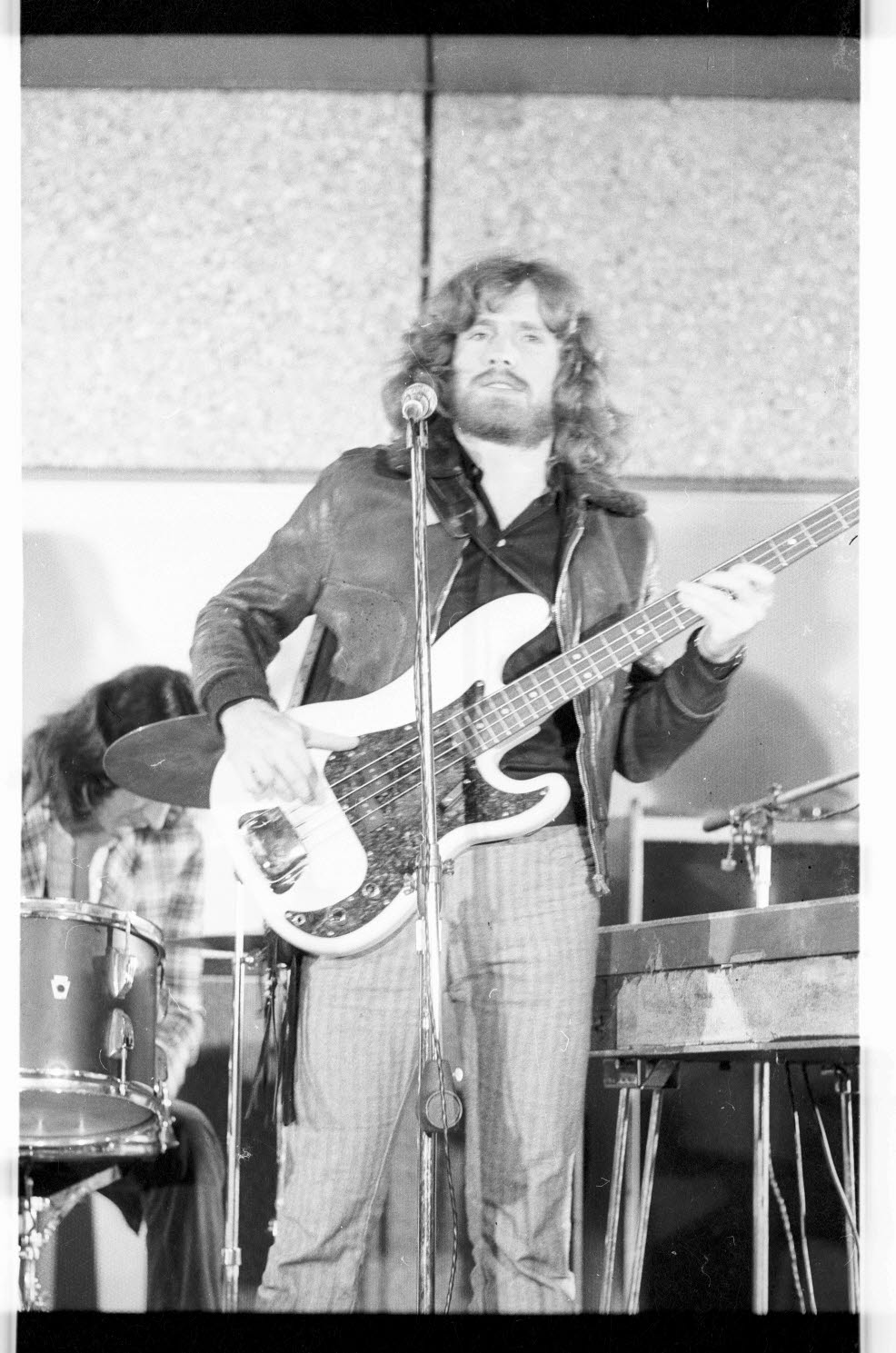
Greg Ridley, 1969

Spooky Tooth (in sprachlicher Nähe zu sweet tooth, auf Deutsch also dieselbe nachbildend „Schauermaul“) war eine Bluesrock-Band aus Großbritannien.

## Geschichte
Die Gruppe wurde 1966 von Mike Harrison (Gesang, Keyboards) in Carlisle unter dem Namen The VIPs gegründet. Für kurze Zeit spielte Keith Emerson mit. 1967 zog die Gruppe nach London um und nannte sich für kurze Zeit Art.
Ende 1967 stieß Gary Wright (ebenfalls Gesang, Keyboards) dazu und die Gruppe erhielt ihren endgültigen Namen. Die anderen Mitglieder auf den ersten beiden Platten waren Luther Grosvenor (Gitarre), Greg Ridley (E-Bass) und Michael Kellie (Schlagzeug). 1968 erschien das Debütalbum It’s All About mit einer Coverversion von Society's Child von Janis Ian. Das darauffolgende Spooky Two gilt vielen Fans und Kritikern als ihre beste Arbeit, es enthielt unter anderem den Song Better By You, Better Than Me, der 1978 von Judas Priest gecovert wurde.
1969 wechselte Ridley zu Humble Pie und wurde vorübergehend durch Andy Leigh ersetzt. Im gleichen Jahr gab es eine Zusammenarbeit mit dem Elektronikmusiker Pierre Henry, die unter dem Titel Ceremony in einer LP in ungewohnter Machart resultierte. Als Folge geriet die Gruppe in Streit über die zukünftige musikalische Ausrichtung, worauf Wright die Gruppe verließ.
Zusammen mit dem Gitarristen Henry McCullough (später bei Paul McCartneys Wings), Chris Stainton (Klavier, Keyboards, Gitarre) und Alan Spenner (Bassgitarre) nahm die Gruppe 1970 noch das erfolgreiche Album The Last Puff auf, das unter anderem zwei Cover-Versionen enthält: I Am the Walrus von den Beatles und Son of Your Father von Elton John. Nach dem Erscheinen dieses Albums löste sich die Band auf, weil sich die Bandmitglieder Soloprojekten widmen wollten.
1972 formierte sich die Gruppe neu, die meisten Originalmitglieder (Harrison, Wright und Kellie, der inzwischen in Peter Bardens Band Camel gespielt hatte) waren 1973 wieder zurückgekehrt. Statt Grosvenor, der zu Stealers Wheel und dann zu Mott the Hoople gegangen war, kam Mick Jones, der später mit Foreigner bekannt wurde. 1974 zerfiel die Gruppe wieder. Auf der vorläufig letzten Platte The Mirror war keines der früheren Art-Mitglieder mehr dabei. Neben Wright und Jones spielten Bryson Graham (Schlagzeug), Mike Patto (Gesang, Keyboards, Schlagzeug) und Val Burke (Bassgitarre, Gesang).
1998 gab es jedoch ein Album von Spooky Tooth in der Originalbesetzung von Art. Im November 2004 spielte die Gruppe noch einmal zusammen mit Humble Pie beim Greg-Ridley-Memorial-Konzert, unter anderem mit Grosvenor and Kellie.
Im Jahre 2004 nahmen Spooky Tooth in Deutschland außerdem die Live-CD Nomad Poets auf, die sie ausdrücklich dem kurz zuvor gestorbenen Gründungsmitglied Greg Ridley widmeten. (Besetzung ist wie nachstehend  mit den Gastmusikern Joey Albrecht (Gitarre, Gesang) und Michael „Bexi“ Becker (Bass, Gesang.))
Im Februar 2008 tourte die Band in der Besetzung Wright, Harrison, Kellie sowie zwei Gastmusikern durch Deutschland und einige angrenzende Länder.

## Stil
Spooky Tooth spielten eine Art Bluesrock mit zahlreichen Stilelementen aus Country, Pop und psychedelischen Einflüssen. Der Sound wurde vor allem bestimmt durch die effektvollen Vokalharmonien der beiden Sänger und den dominanten Einsatz einer Hammondorgel, außerdem durch raffiniert eingesetzte Effekte wie Echo und Hall. Zum Beispiel das Echo auf dem Schlagzeug bei Waitin’ for the wind. Viele Spooky Tooth-Songs sind auch deutlich vom Gospel beeinflusst (I’ve Got Enough Heartache, Holy Water, Ocean of Power). Besonders die ausdrucksstarke Stimme Mike Harrisons entwickelte sich zu einem Markenzeichen der Band.
Wesentlichen Anteil hatte in den ersten Jahren auch ihr damaliger Produzent Jimmy Miller, der unter anderem auch bei Traffic und später bei den Stones-LPs von 1968 bis 1973 (Beggars Banquet bis Goats Head Soup) eine gewichtige Rolle spielte.

## Diskografie

### Alben (Art)
- Supernatural Fairy Tales (1967)

### Alben (Spooky Tooth)
- It’s All About (UK) / Tobacco Road (US) (1968)
- Spooky Two (1969)
- Ceremony (1970 mit Pierre Henry)
- The Last Puff (1970)
- You Broke My Heart So I Busted Your Jaw (1973)
- Witness (1973)
- The Mirror (1974)
- Best of Spooky Tooth (1975, Island Records Ltd.)
- Cross Purpose (1998)
- Comic Violence (2000) = Wiederveröffentlichung von The Mirror
- BBC Sessions (2001)
- Nomad Poets Live in Germany (2007)
- Lost In My Dream-Anthology 1968-1974 (2009) Doppel-CD

### Singles (The VIPs)
- She’s So Good / Don’t Keep Shouting at Me (1964)
- I Wanna Be Free / Don’t Let It Go (1966)
- Straight Down to the Bottom / In a Dream (1966)

### Singles (Spooky Tooth)
- Sunshine Help Me (1968)
- The Weight (1968)
- That Was Only Yesterday (1969)
- Waiting for the Wind (1969)
- I Am the Walrus (1970)
- Son of Your Father (1970)
- All Sewn Up (1973)

## Film
- Spooky Tooth – Live in Germany: Nomad Poets. DVD, Soulfood Music Distribution, 2007 (Produktion: 2004).

## Nachweise
1. ↑  Spooky Two bei AllMusic (englisch)